# Pavel Konovalov
Pavel Anatoljevitj Konovalov (ryska: Павел Анатольевич Коновалов), född den 10 januari 1967 i Novokujbysjevsk i Ryska SFSR, är en rysk före detta kanotist.
Han tog bland annat VM-guld i C-4 200 meter i samband med sprintvärldsmästerskapen i kanotsport 1994 i Mexiko City.